# Paul Hurst
Paul Causey Hurst (Traver, 15 oktober 1888 – Los Angeles, 27 februari 1953) was een Amerikaanse acteur en filmregisseur.

## Biografie
Hurst werd geboren op 15 oktober 1888 in Traver (Californië) en groeide op op een ranch. Hij begon zijn carrière als theateracteur in Oakland in 1907, maar had aanvankelijk weinig succes. In 1912 maakte hij op 24-jarige leeftijd zijn filmdebuut in het drama Jean of the Jail. Slechts twee jaar later werkte Hurst niet alleen als acteur, maar ook als regisseur en af en toe als scenarioschrijver. Tegen het einde van het tijdperk van de stomme film had Hurst meer dan 50 films geregisseerd, één film geproduceerd en voor een zestal films het scenario geschreven. Hurst maakte eind jaren twintig probleemloos de overstap naar de geluidsfilm. Na 1927 werkte hij uitsluitend nog als acteur.
Met zijn gedrongen postuur en diepe stem was Hurst uitermate geschikt voor rollen in de toenmalige B-westerns. Hij werd meestal gecast voor de rol van de ietwat koppige, ruwe westerling. Ook buiten het westerngenre had hij bijrollen in films als The Gay Deception en Alexander's Ragtime Band.
Hurst werd vaak gebruikt als komische sidekick in westerns met John Wayne of Monte Hale in de hoofdrol, maar zijn bekendste rollen waren die van schurk: in Gone with the Wind speelde hij een gevaarlijke Yankee-deserteur die werd neergeschoten door Scarlett O'Hara en in The Ox-Bow Incident speelde hij een sadistische alcoholist die samen met een menigte het recht in eigen hand neemt tegen drie onschuldige mensen.
Tot aan zijn dood speelde hij als acteur in ruim 340 films. Zijn laatste optreden was in The Sun Shines Bright, geregisseerd door John Ford.
In 1919 trouwde Hurst met de in Rusland geboren actrice Hedda Nova. Het huwelijk hield stand tot 1927 en eindigde dan in een echtscheiding. In februari 1953 pleegde hij op 64-jarige leeftijd zelfmoord, kort nadat bij hem ongeneeslijke kanker was vastgesteld.

## Trivia
Hurst was te zien in vijf films die genomineerd werden voor de Oscar voor beste film: Mr. Deeds Goes to Town (1936), In Old Chicago (1938), Alexander's Ragtime Band (1938), Gone with the Wind (1939) en The Ox-Bow Incident (1942). Enkel Gone with the Wind wist zijn nominatie te verzilveren.